# Evangelický hřbitov ve Stonavě
Evangelický hřbitov ve Stonavě se nachází ve Stonavě v místní části Holkovice u evangelického kostela. Má rozlohu 3138 m²
Hřbitov byl založen roku 1858. O rok později na něm byla vystavěna kaple. Naproti hřbitova se nachází evangelický kostel z roku 1938.
Hřbitov je ve vlastnictví sboru SCEAV ve Stonavě; jeho provozovatelem je obec Stonava.
Na hřbitově je pohřben mj. pastor Vladislav Santarius, etnograf Józef Ondrusz či herec Karol Tyrlik.

## Galerie

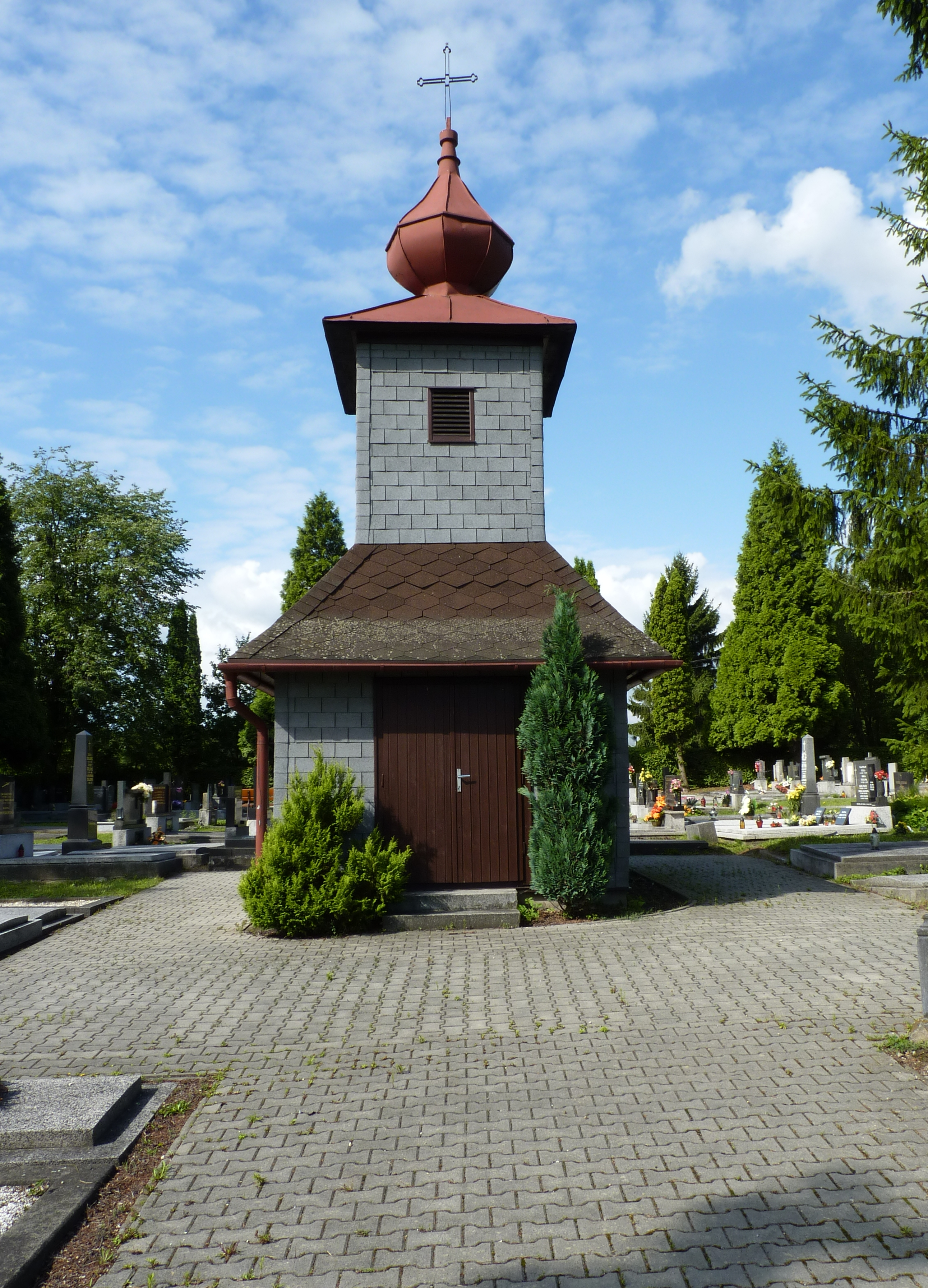
Hřbitovní kaple
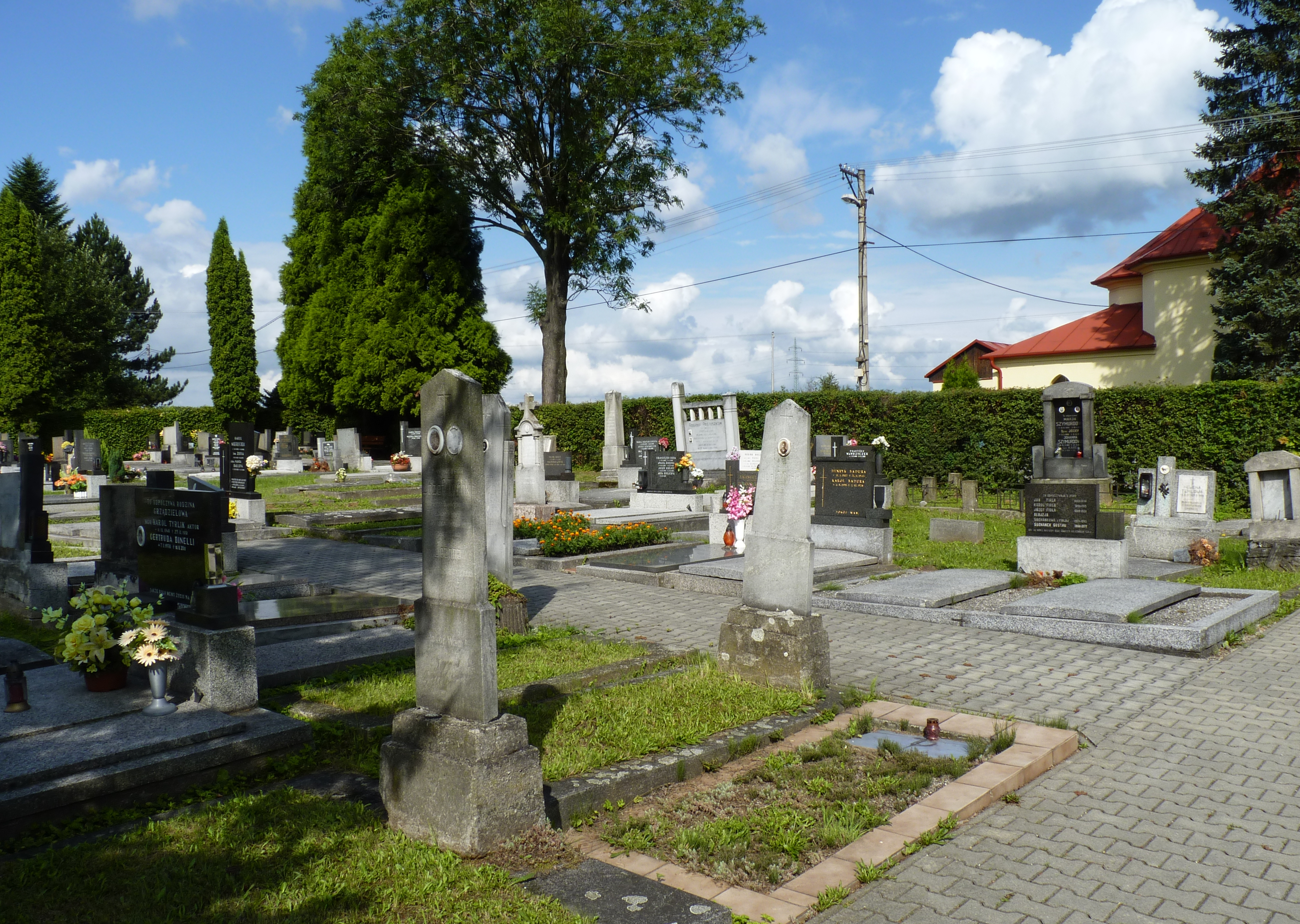
Pohled na část hřbitova
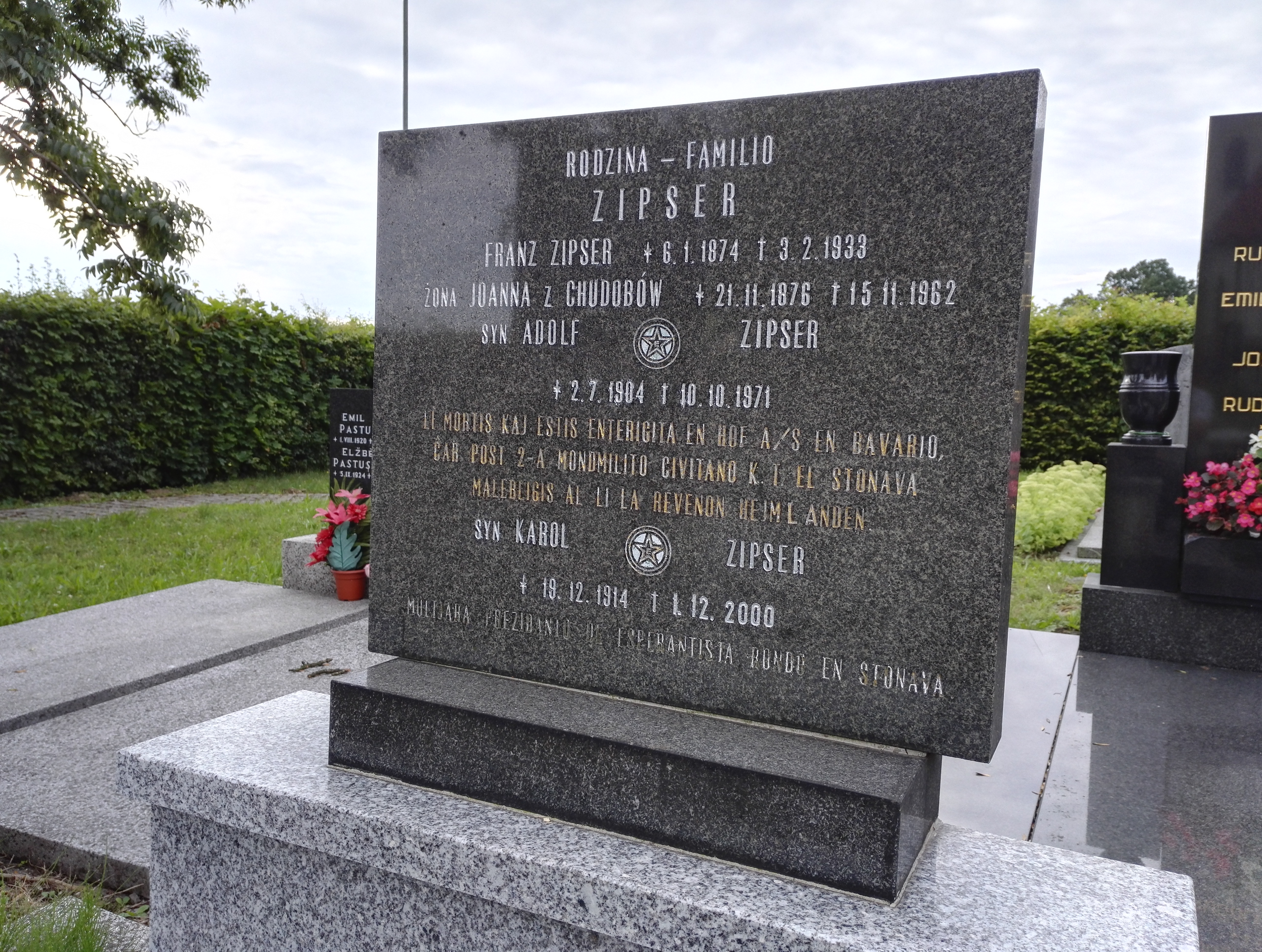
Náhrobek s nápisem v esperantu
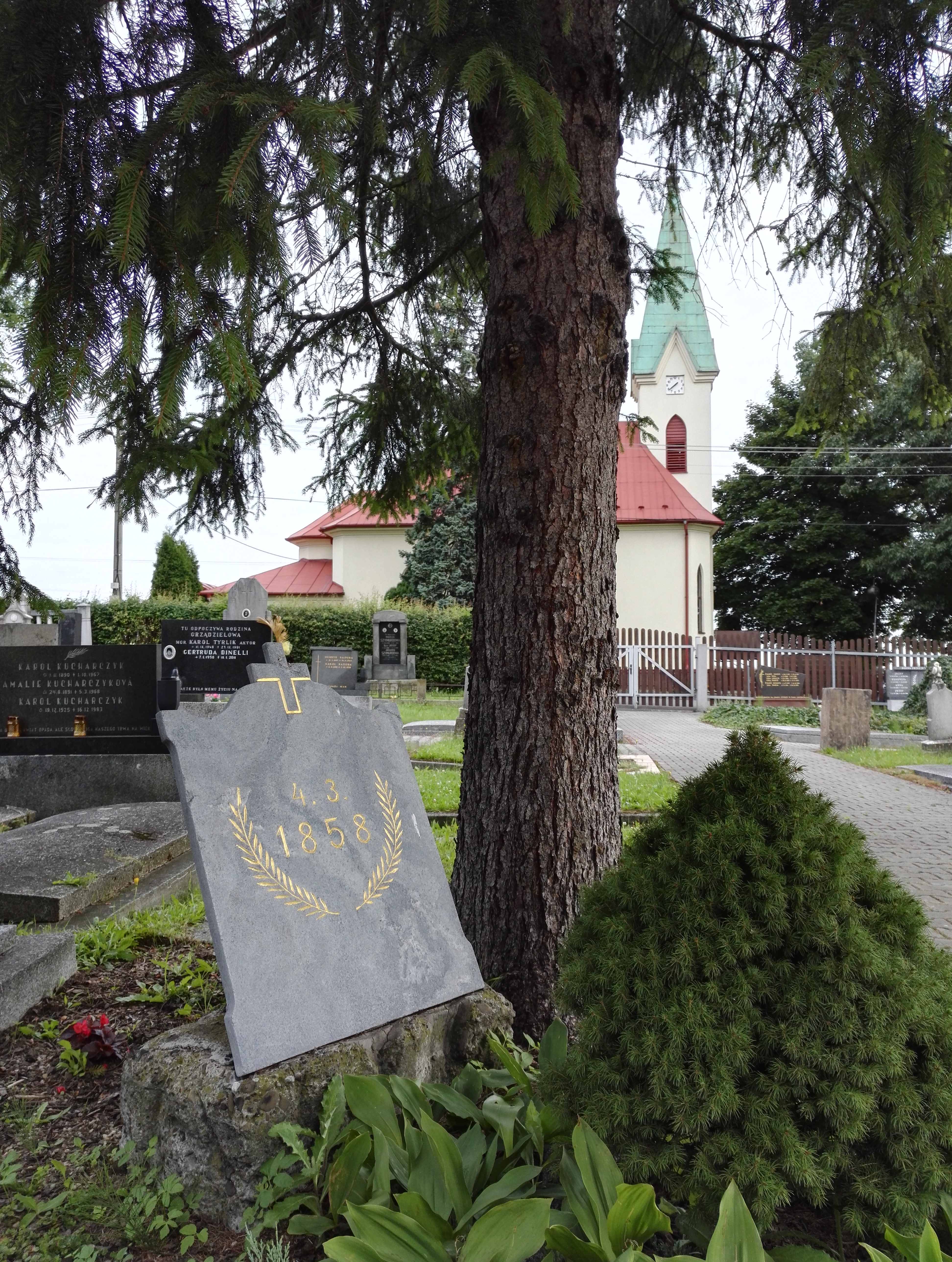
Deska připomínající založení hřbitova